# Oithona pseudofrigida
Oithona pseudofrigida is een eenoogkreeftjessoort uit de familie van de Oithonidae. De wetenschappelijke naam van de soort is voor het eerst geldig gepubliceerd in 1917 door Rosendorn.